# St. Amandus (Kordel)

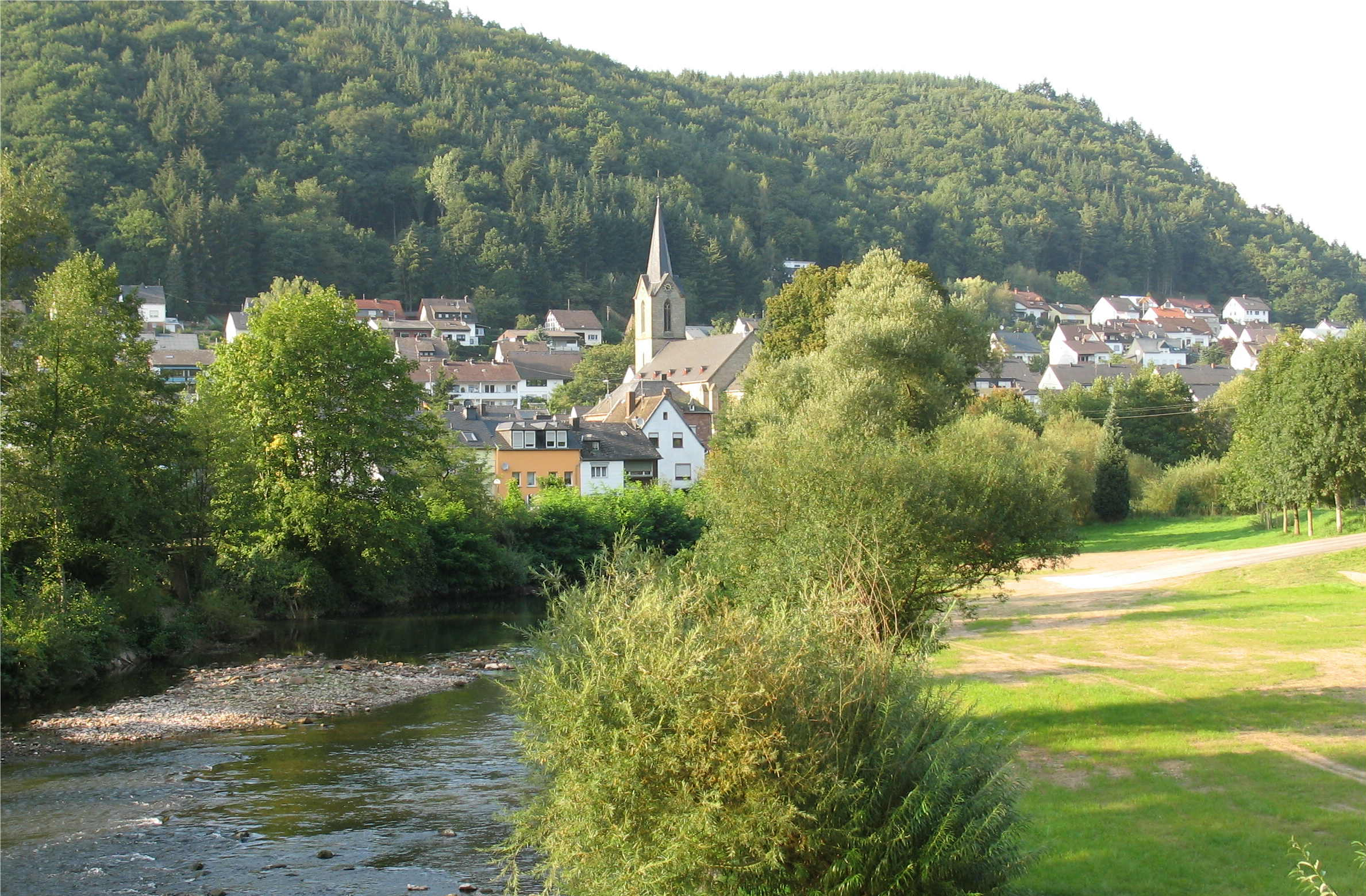
Blick von der Kyll auf die Pfarrkirche St. Amandus

Die  römisch-katholische Kirche St. Amandus wurde 1865 bis 1867 als neugotischer Saalbau im Stil des Historismus mit Jugendstilelementen errichtet. Sie befindet sich in der Ortsgemeinde Kordel im Landkreis Trier-Saarburg in Rheinland-Pfalz und gehört zum Bistum Trier.

## Architektur
Der aus graugelben Sandsteinquadern errichtete Kirchenbau besitzt ein fünfachsiges Schiff, einen eingezogenen Chor und einen durch Geschossgesimse klar gegliederten Fassadenturm. Die Turmkrone besteht aus einem Kreuzgiebel und einem achtseitigen Schieferhelm. Zu beiden Seiten des Turms wurden in den 1930er Jahren abgewalmte Vorhallen angegliedert. Am Portal ist die Jahreszahl 1866 des Baus angegeben.
Im Innern ruht die in den Raum greifende Empore auf Gusseisensäulen. In der Turmhalle befindet sich das neugotische und im Chor das ältere kelchförmige Steintaufbecken. Der neugotische Grabstein des 1877 verstorbenen Erbauers Pfarrer Badern ist in einer Vorhalle eingemauert.
Auf dem alten mit Rotsandsteinen ummauerten Kirchfriedhof befinden sich unter anderem der klassizistische Priestergrabstein für Johann Herrig (gestorben 1825) aus Rotsandstein sowie der zeittypische Grabstein für Pfarrer Medardus Wolfsfeld (gestorben 1903).

## Geschichte

### Pfarrei
Um das Jahr 1135 stellte Erzbischof Albero den Zisterziensern in Winterbach an der Kyll (zwischen Kordel und Daufenbach gelegen) Ländereien zur Gründung ihrer ältesten Niederlassung in Deutschland zur Verfügung. Nur wenige Jahre später siedelte der Orden nach Himmerod um und verkaufte das Hofgut im Jahre 1609 an die Familie von Kesselstadt aus Föhren.

### Pfarrhaus
In einer Urkunde vom 23. Mai 1336 wurde erstmals ein Pfarrhaus in Kordel erwähnt. Wegen Baufälligkeit des aus dem Jahre 1763 stammenden alten Pfarrhauses begann 1890 die Errichtung des jetzigen Gebäudes aus schlichten roten Sandsteinquadern mit einem Zeltdach aus Schiefer. In den Jahren 1952 bis 1954 wurde es umfassend renoviert und ist heute an eine Familie vermietet. Zwei Räume im Erdgeschoss werden als Büro und Sitzungszimmer von der Pfarrei genutzt.

### Pfarrkirche

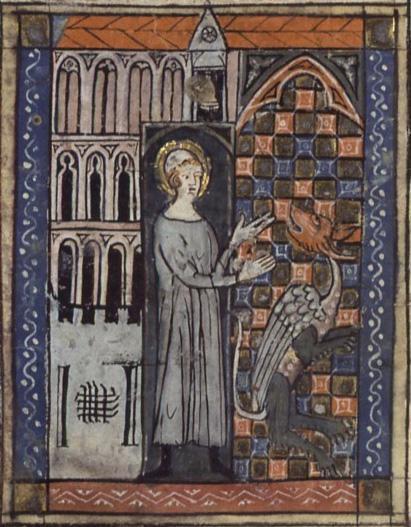
St. Amandus von Maastricht

Die heutige Kirche wurde in den Jahren 1865 bis 1867 auf dem Gelände der 1865 abgerissenen alten Dorfkirche unter der Leitung des Kommunalbaumeisters Pleimes aus Trier erbaut. Kirchenpatrone sind der Heilige Amandus von Maastricht und der Heilige Bischof Vedastus von Arras.
1956 wurde zunächst das Gewölbe restauriert, bis dann in den Jahren 1978 bis 1992 das Gotteshaus nach den Plänen des Architekten Peter van Stipelen aus Trier komplett renoviert und neu gestaltet wurde. Zunächst erfolgte die Außenrenovierung des Turms und die Erneuerung der Heizungsanlage, dann die Außenrenovierung des Kirchenschiffs und schließlich die Innenrenovierung und Umgestaltung des Kirchenraumes. Kriegsschäden im Mauerwerk wurden ausgebessert, die Blitzschutzanlage nachgerüstet, die Turmhaube renoviert, ein neuer Hahn aufgesetzt, ein elektrisches Uhrwerk eingebaut sowie das Dach gesichert und ausgebessert. Außerdem erhielt die Kirche eine neue Kanzel, ein großes Kreuz im Altarraum und eine Muttergotteskapelle. Die Kirchenfenster mit Motiven aus der Schöpfung in Anlehnung an den Sonnengesang des Heiligen Franz von Assisi entwarf der Montfortaner Pater Rudolf Fritz, der seinerzeit Pfarrer in Kordel war.
Eine von der Katholischen Frauengemeinschaft Kordel gestiftete Figur des Heiligen Amandus mit dem Modell der Kordeler Kirche wurde 2011 von der Holzschnitzerei Josef Albl in Oberammergau angefertigt und am 21. August im Kirmesgottesdienst gesegnet.

## Glocken
Die alte Dorfkirche besaß ein aus drei Glocken bestehendes Geläut. Die wertvollen Bronzeglocken aus dem 16. und 18. Jahrhundert wurden nach dem Neubau der Pfarrkirche in den neuen Glockenturm gebracht. Während zwei der drei Glocken dem Ersten Weltkrieg zum Opfer fielen, überstand die kleinste Glocke den Krieg und läutet heute als Totenglocke auf dem Friedhof.
Mit finanzieller Unterstützung der Zivilgemeinde wurden 1921 drei neue Glocken bestellt, die von der Firma Mabilon in Saarburg gegossen wurden. Im Zweiten Weltkrieg wurden sie zunächst beschlagnahmt, dann am 9. März 1942 abgeholt und schließlich eingeschmolzen. 1953 wurden neue Glocken aus Stahlguss angeschafft. Die ersten drei weihte Dechant Schieben aus Ehrang am Ostermontag zu Ehren der Heiligen Martin, Amandus und Michael. Die Patronin der letzten und größten Glocke, die erst zu Pfingsten desselben Jahres nachgeliefert wurde, ist die Muttergottes.
Eingebaut wurde das elektrisch betriebene Geläut in einen eisernen Glockenstuhl.

## Orgel
Am 24. Juni 2012 wurde die neu restaurierte Orgel durch den Bischof von Limburg, Georg Bätzing, eingeweiht. Gebaut wurde das Instrument von der britischen Orgelbaufirma Conacher & Co. Ltd aus Huddersfield in West Yorkshire für die Salem Calvinistic Methodist Chapel in Pwllheli, einer kleinen Stadt an der Küste der Halbinsel Llyn in Nordwales. Diese 1882 erbaute Kirche wurde im Juli 1913 durch Brandstiftung eines Einbrechers bis auf die Grundmauern zerstört. Nach dem Wiederaufbau erfolgte 1914 der Einbau der Orgel, die dort bis 2009 in Betrieb war, bis sie mit der Schließung der Kirche an die Pfarrkirche St. Amandus verkauft wurde.
Ursprünglich besaß die Orgel 26 klingende Register. Die Orgelbaufirma Hubert Fasen in Oberbettingen stattete sie nach einem umfassenden Umbau mit 34 klingenden Registern aus. Unter anderem wurden auch eine Tastenfessel und ein Transposer eingebaut. Die historische Prospektfront mit den bemalten Pfeifen fügt sich harmonisch in den Kirchenraum ein.

## Denkmalschutz
Die Katholische Pfarrkirche St. Amandus ist in der Liste der Kulturdenkmäler in Kordel (Eifel) verzeichnet.